# Чернополье (Крым)
Чернопо́лье  (до 1948 года Карачёль; укр. Чорнопілля, крымскотат. Qaraçöl, Къарачёль) — село в Белогорском районе Республики Крым, центр Чернопольского сельского поселения (согласно административно-территориальному делению Украины — Чернопольского сельского совета Автономной Республики Крым).

## Население
| 2001 | 2014  |
| ---- | ----- |
| 1301 | ↘1251 |

Всеукраинская перепись 2001 года показала следующее распределение по носителям языка
| Язык             | Процент |
| ---------------- | ------- |
| русский          | 56.96   |
| крымскотатарский | 29.44   |
| украинский       | 10.76   |
| греческий        | 2.38    |
| другие           | 0.08    |

### Динамика численности
| - 1889 год — 270 чел. - 1892 год — 43 чел. - 1900 год — 45 чел. - 1915 год — 537 чел. - 1926 год — 487 чел. | - 1939 год — 643 чел. - 1989 год — 1144 чел. - 2001 год — 1301 чел. - 2009 год — 1335 чел. - 2014 год — 1251 чел. |

## Современное состояние
На 2017 год в Чернополье числится 20 улиц; на 2009 год, по данным сельсовета, село занимало площадь 120,2 гектара на которой, в 405 дворах, проживало 1335 человек. В селе действуют средняя общеобразовательная школа, детский сад «Берёзка», сельский клуб, библиотека-филиал № 16, амбулатория общей практики семейной медицины, отделение Почты России, храм равноапостольных Константина и Елены. Чернополье связано автобусным сообщением с райцентром, городами Крыма и соседними населёнными пунктами.

## География
Чернополье — село в центре района, расположено в продольном понижении Внутренней гряды Крымских гор, высота центра села над уровнем моря — 228 м. Расстояние до райцентра около 4 километров (по шоссе), до ближайшей железнодорожной станции Симферополь — около 45 кмпримерно 47 километров. Транспортное сообщение осуществляется по региональной автодороге 35К-003 Симферополь — Феодосия (по украинской классификации — P-23).

## История
Русское поселение Карачёль, на землях, принадлежащих отставному офицеру Максиму Грекову, возникло на территории Кокташской волости Феодосийского уезда в 1856 году (на военно-топографической карте 1842 года оно ещё не обозначено) В «Списке населённых мест Таврической губернии по сведениям 1864 года», составленном по результатам VIII ревизии 1864 года, уже записано владельческое русское сельцо Карачоль с 10 дворами и 24 жителями при источнике безъименном (на трёхверстовой карте Шуберта 1865—1876 года обозначен хутор Карачоль). В 1869 году наследники Грекова продали 1421 десятину пашни грекам, переселившимся из Османской империи.
В 1860-х годах, после земской реформы Александра II, деревню приписали к Салынской волости того же уезда.
В «Памятной книге Таврической губернии 1889 года» по результатам Х ревизии 1887 года записан Карачель с 42 дворами и 270 жителями. На верстовой карте 1890 года в деревне обозначено 56 дворов с греческим населением. По «…Памятной книжке Таврической губернии на 1892 год» в Карачоле, входившем в Сартанское сельское общество, числилось 43 жителя в 9 домохозяйствах.
После земской реформы 1890-х годов, которая в Феодосийском уезде прошла после 1892 года, деревня осталась в составе Салынской волости. По «…Памятной книжке Таврической губернии на 1900 год» в деревне, входившей в Сартанское сельское общество, числилось 45 жителей, домохозяйств не имеющих. В 1913 году в селе освятили церковь св. Константина и Елены (была закрыта в 1932 году). По Статистическому справочнику Таврической губернии. Ч.II-я. Статистический очерк, выпуск пятый Феодосийский уезд, 1915 год, в деревне Карачоль Салынской волости Феодосийского уезда числилось 104 двора (все дворы с землёй) с греческим населением в количестве 537 человек приписных жителей, из которых 273 мужчины и 264 женщины. Жители владели 1421 десятиной удобной земли. В хозяйствах имелось 224 лошади, 96 волов, 79 коров и 654 головы овец, свиней, или коз.
После установления в Крыму Советской власти, по постановлению Крымревкома от 8 января 1921 года была упразднена волостная система и село вошло в состав вновь созданного Карасубазарского района Симферопольского уезда, а в 1922 году уезды получили название округов. 11 октября 1923 года, согласно постановлению ВЦИК, в административное деление Крымской АССР были внесены изменения, в результате которых округа ликвидировались, Карасубазарский район стал самостоятельной административной единицей и село включили в его состав. Согласно Списку населённых пунктов Крымской АССР по Всесоюзной переписи 17 декабря 1926 года, в селе Карачоль, центре упразднённого к 1940 году Карачольского сельсовета Карасубазарского района, числилось 111 дворов, из них 106 крестьянских, население составляло 487 человек, из них 397 греков, 80 русских, 7 болгар, 2 чеха, 1 украинец, действовала греческая школа I ступени (пятилетка). В 1928 году в селе создана артель «Товарищ», преобразованная в 1930 году в колхоз имени Чапаева. По данным всесоюзной переписи населения 1939 года в селе проживало 643 человека.
Вскоре после освобождения Крыма, согласно Постановлению ГКО № 5984сс от 2 июня 1944 года, 27 июня крымские греки были депортированы в Пермскую область и Среднюю Азию. 12 августа 1944 года было принято постановление № ГОКО-6372с «О переселении колхозников в районы Крыма» и в сентябре 1944 года в район приехали первые новоселы (212 семей) из Ростовской, Киевской и Тамбовской областей, а в начале 1950-х годов последовала вторая волна переселенцев из различных областей Украины. С 25 июня 1946 года Карачёль в составе Крымской области РСФСР. Указом Президиума Верховного Совета РСФСР, от 18 мая 1948 года, Карачёль был переименован в Чернополье. 26 апреля 1954 года Крымская область была передана из состава РСФСР в состав УССР. На 15 июня 1960 года село числилось в составе Криничненского сельсовета. Время создания сельсовета пока точно не установлено: это произошло между 1977 годом, когда село ещё входило в состав Криничненского и 1985 годом, поскольку в постановлениях Верховной Рада Украины, начиная с этого года, такое действие не значится. По данным переписи 1989 года в селе проживало 1144 человека. С 12 февраля 1991 года село в восстановленной Крымской АССР, 26 февраля 1992 года переименованной в Автономную Республику Крым. С 21 марта 2014 года Чернополье в составе Республики Крым России.